# Julio Alvarado Aguilar
Julio Gastón Alvarado Aguilar (La Paz, Bolivia; 24 de septiembre de 1955) es economista político, Profesor Emérito de la Universidad Mayor de San Andrés, diplomático profesional y analista político y económico boliviano. Miembro del Comité Nacional de Defensa de la Democracia CONADE y de las plataformas ciudadanas del 21F.

## Biografía
Julio Alvarado nació el 24 de septiembre de 1955 en la ciudad de La Paz. Comenzó sus estudios escolares en 1961, saliendo bachiller del Colegio «Mariscal Alemán Otto Felipe Braun» el año 1975 en su ciudad natal.
Continuó con sus estudios superiores, trasladandose a vivir a la ciudad de Berlín el año 1975 a la entonces República Democrática de Alemania (que en esa época todavía se encontraba aún bajo el control soviético hasta la Caída del Muro de Berlín en 1989). Julio Gastón Alvarado Aguilar ingresaría en 1976 a estudiar en la Universidad de Economía «Bruno Leuschner» donde se graduó como magíster en economía política de profesión el año 1982.
En 1983, retornó a Bolivia y empezó a ejercer como catedrático universitario en la Universidad Mayor de San Andrés (UMSA). Él fue Director de Planificación de la UMSA. En el año 2018 fue nombrado Profesor Emérito de la Universidad Mayor de San Andrés de La Paz, Bolivia.
Él ingresó al servicio exterior diplomático de Bolivia en el año 1984, desde Tercer Secretario hasta alcanzar el rango de Embajador.
Entre 1984 y 2006, Julio Alvarado ingresó a la carrera diplomática ocupando el cargo de encargado de negocios de Bolivia en Berlín, República Democrática de Alemania, luego como consejero de la Embajada de Bolivia en la ciudad de La Haya, Países Bajos, 1990 - 1992. Él fue Ministro Consejero de la Misión Permanente de Bolivia en Ginebra, Suiza ante los organismos internacionales de las Naciones Unidas y la Organización Mundial de Comercio (OMC) entre 1997 - 2002. El 2019, fue designado Julio Alvarado como Jefe de la Misión diplomática de Bolivia en Argentina hasta noviembre de 2020. 
Su actividad diplomática en Buenos Aires fue muy complicada, tres motivos: i) Por la asunción del gobierno de Alberto Fernández y Cristina Kirchner en diciembre de 2019, administración gubernamental populista a fin al Socialismo del Siglo XXI liderizado por Cuba y Venezueal. ii) Por la presencia en Buenos Aires de Evo Morales expresidente, que huyó de Bolivia por el fraude electoral que hizo en el año 2019. iii) Por el permanente hostigamiento y agresión de grupos de choque y paramilitares del Movimiento Al Socialismo - MAS de Bolivia y grupos piqueteros del Movimiento Evita del kirchnerismo en las puertas de la Embajada de Bolivia y del Consulado General en Buenos Aires.
Desde el año 2006 comenzó a participar  en el movimiento de plataformas ciudadanas democráticas, que se oponían a las medidas autoritarias y dictatoriales del gobierno de Evo Morales y Álvaro García Linera, que derivaron en flagrantes violaciones de los derechos humanos, como la muerte de 17 mineros y más de 80 heridos en el centro minero de Huanuni, en octubre de 2006.
Él se opuso a la aprobación de la nueva Constitución Política del Estado de Bolivia en enero de 2009, porque ese texto constitucional vulneraba y vulnera los derechos de los ciudadanos al otorgarles diferentes derechos y deberes por su origen étnico. Esa constitución fue definida por Julio Gastón Alvarado Aguilar, de corte fascista, porque incluía por primera vez en la historia de Bolivia la diferenciación racial y no socioeconómica.
Julio Alvarado apoyó decididamente la VIII Marcha de los Pueblos del TIPNIS por tierra y territorio de los indígenas, pero el 25 de septiembre de 2011, más de 1.500 niños, mujeres, ancianos y adultos del TIPNIS fueron reprimidos violentamente por el gobierno de Evo Morales. Alvarado acompañó a los indígenas en su ingreso a la ciudad de La Paz, junto a miles de ciudadanos demócratas, que se solidarizaron con esos pueblos indígenas.
En el Referéndum del 21 de febrero de 2016, Julio Gastón Alvarado Aguilar participó activamente organizando el rechazo a los intentos de Evo Morales de modificar la Constitución Política del Estado y convertirse en presidente vitalicio de Bolivia. Las fuerzas democráticas triunfaron en ese referéndum. Sin embargo, Evo Morales desconoció esos resultados y con ayuda del Tribunal Constitucional de Bolivia, logró una resolución, por la que se declaraba un "Derecho Humano" la reelección indefinida. El rechazo de la ciudadanía democrática se organizó en torno a las plataformas ciudadanas.
En enero de 2018 se reorganizó el Comité Nacional de Defensa de la Democracia CONADE, Julio Gastón Alvarado Aguilar se incorporó activamente en ese movimiento de la sociedad civil, siendo uno de los principales activistas, que lograron hacer huir a Evo Morales por el fraude electoral, que organizó en octubre de 2019. Actualmente, él es mirmbro del Comité Ejecutivo de CONADE.
Julio Gastón Alvarado Aguilar ha escrito varios libros y artículos sobre relaciones internacionales, el último de ellos es Bolivia – China: desafíos de la nueva era mundial de Marcelo Quezada, Ángel Zaballa y Julio Alvarado en 2019.